# Portrait of Artistic Genius: Katsushika Hokusai
Portrait of Artistic Genius: Katsushika Hokusai è un documentario del 2004 diretto da Hitoshi Sawamoto e basato sulla vita del pittore giapponese Katsushika Hokusai.